# Lave 'a'a
Pour les articles homonymes, voir aa.

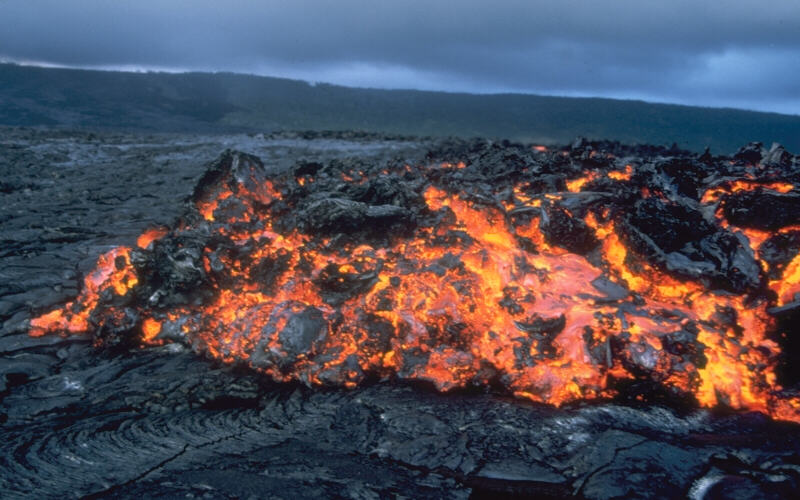
Front de lave rougeoyant d'une coulée ʻaʻā progressant sur une lave pāhoehoe et dont la surface en cours de solidification présente une pellicule à la surface rugueuse et acérée.

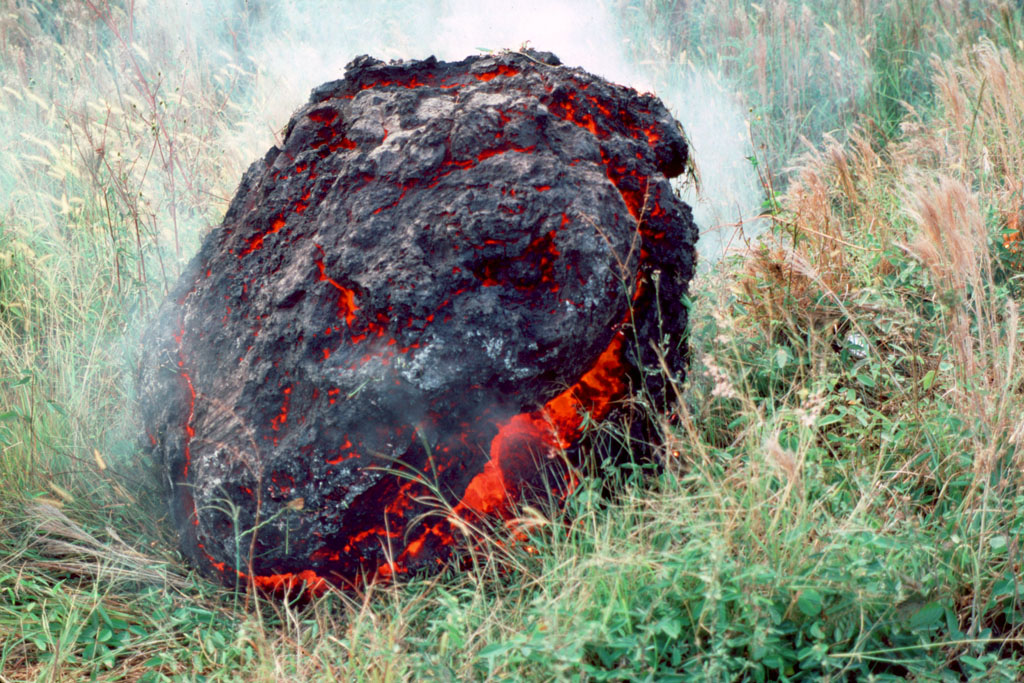
Boule de lave lors d'une éruption du Puʻu ʻŌʻō en juin 1983.

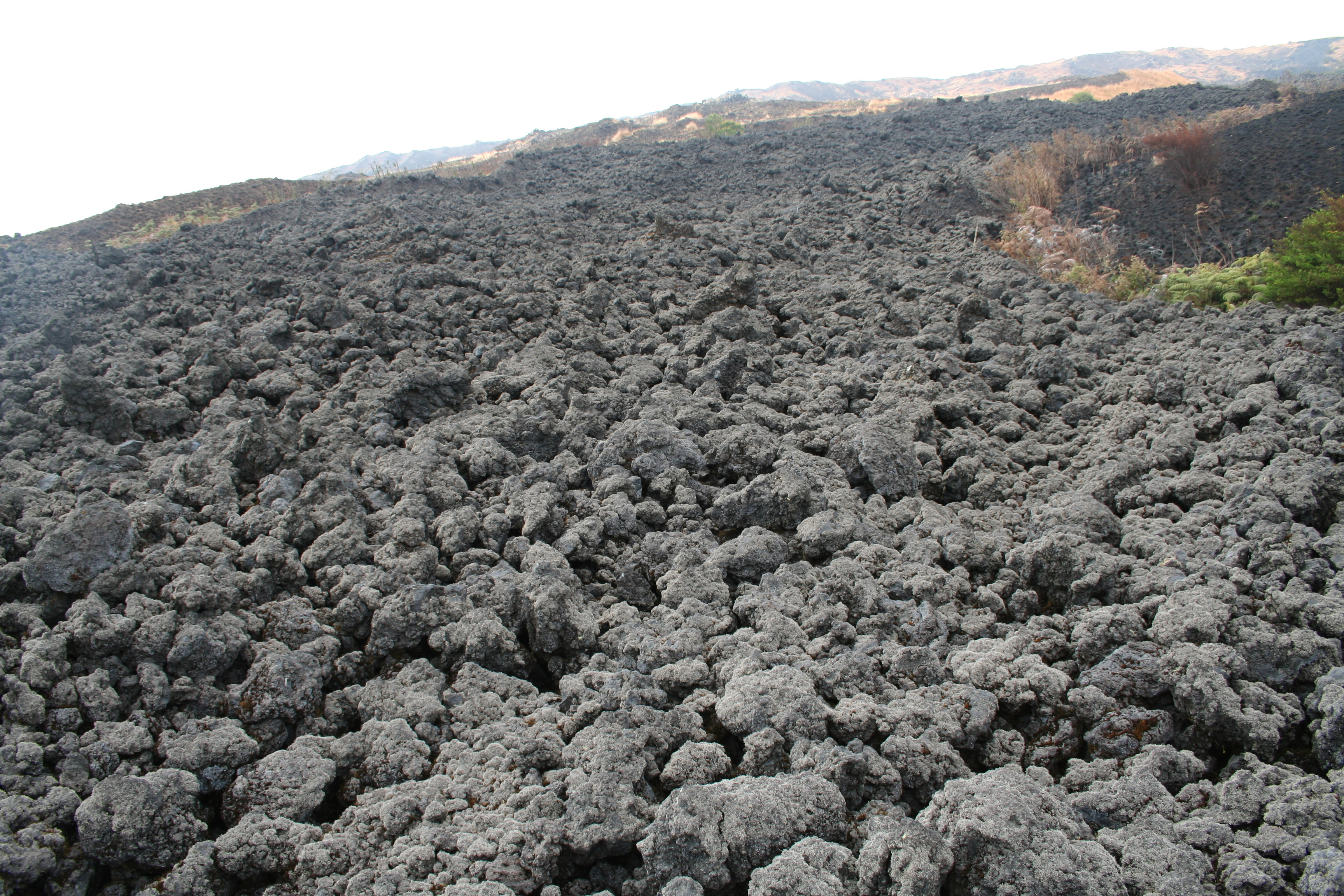
Champ de lave ʻaʻā du mont Cameroun.

La lave ʻaʻā, aussi orthographié en ʻaʻa, aʻā, aʻa ou encore aa, terme hawaïen prononcé /ʔəˈʔaː/ et signifiant originellement « brûler », « feu », « colère » (furie dans le regard) puis ayant pris le sens de « lave de pierre », désigne un type de lave fluide, rugueuse et à blocs apparents s'écoulant généralement à haute température, typiquement de 1 000 à 1 100 °C. Felsique et relativement riche en silice, ce qui lui confère une viscosité relativement élevée, ce type de coulée se solidifie rapidement et prend ainsi un aspect croûté, acéré et coupant, constituant ainsi un terrain hérissé, semi-désertique et infertile. Cette forme chaotique s'oppose à celle prise par les laves cordées.
Régionalisme typique d'Hawaï, la lave ʻaʻā a pour isonyme la cheire en Auvergne ou la lave en gratons dans le Grand Brûlé de l'île de La Réunion. Ce terme hawaïen a été introduit dans le lexique de la géologie par Clarence Dutton.

## Caractéristiques
Les blocs en surface de la lave ʻaʻā, appelés gratons ou clinkers, sont issus de la fragmentation de la pellicule superficielle de la lave en cours de solidification par la remontée de gaz volcaniques à la surface de la coulée ; ils protègent du refroidissement le cœur de la coulée caractérisé par ses vésicules de bulles de gaz. À l'inverse, la base de la coulée étant en contact avec le sol plus froid, elle devient plus visqueuse et progresse moins vite : la partie supérieure du front de la coulée a ainsi tendance à s'ébouler du fait de sa plus grande vitesse. Les fragments éboulés du front de la coulée puis recouverts par son avancée forment à sa base une brèche de progression.
Parfois, ces blocs se soudent en boules (lava ball) pouvant atteindre trois mètres de diamètre.
La texture anguleuse de la coulée ʻaʻā la rend très sensible au réflecteur radar et peut facilement être observée à partir d'un satellite en orbite.
Une lave pāhoehoe, généralement basaltique, peut se transformer par refroidissement (grande distance du volcan, ralentissement dû à des obstacles ou à une pente plus faible) en lave ʻaʻā qui se caractérise alors par une composition basaltique identique.